# PuppenTheater Wittenberg

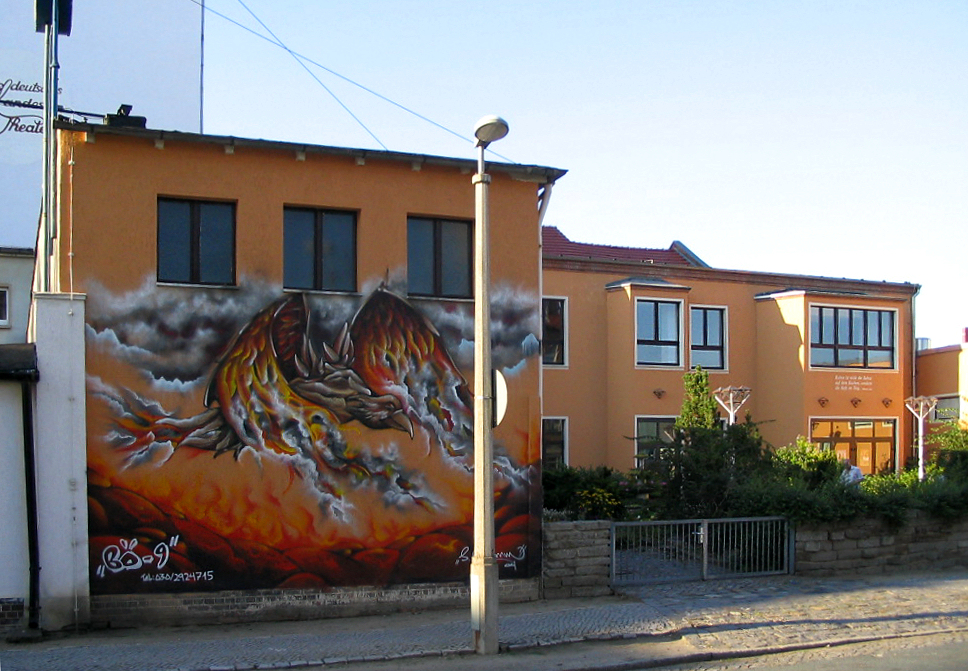
Die Gebäude des einstigen Elbe-Elster-Theaters (2017).

Das PuppenTheater Wittenberg ist ein Theaterprojekt in der Lutherstadt Wittenberg.
Das Puppentheater wurde 1972 vom Intendanten Helmut Bläss als Sparte des damaligen Elbe-Elster-Theaters Wittenberg gegründet. Erster Leiter des Puppentheaters war Jochen Baron (bis 1987). Bespielt wurden durch das Ensemble neben dem Theater der Lutherstadt im Abstecherbetrieb Kulturhäuser, Schulturnhallen und ähnlich geeignete Räume im Radius von 70 bis 80 Kilometern um die Lutherstadt in fünf Bezirken der damaligen DDR. Mit der Abwicklung des eigenständigen Theaterensembles im Juli 2002 stellte auch das Puppentheater den Spielbetrieb ein.
Durch den Förderverein der 2004 gegründeten Phönix Theaterwelt wurden ab April 2005 wieder regelmäßige Gastspiele von Puppenspielern für Kindergruppen und Familien im Gebäudekomplex des Theaters organisiert.
Seit Herbst 2008 wird das Projekt PuppenTheater Wittenberg durch die gemeinsame Initiative Theater & Musik für Kinder des Mehrgenerationenhauses Wittenberg und des Fördervereins Phönix-Theaterwelt der Lutherstadt inhaltlich und organisatorisch verantwortet.
Die Gastspiele der Puppenspieler finden im Theaterkomplex, im Jugendzentrum „Pferdestall“ und im Bugenhagenhaus statt.

## Erweiterung Wirkungsbereich
Seit 2010 veranstaltet die Initiative (mehr!)Theater & Musik für Kinder an der Mittleren Elbe (aktuelle Selbstbezeichnung) über das Projekt jährlich von Mai bis September im Dessauer Stadtpark Open-Air-Puppentheater als „CASPER im Park“ – eine durch Sponsoren finanzierte Veranstaltungsreihe mit freiem Eintritt.